# リカルド・ラモーテ・デ・グリニョン
リカルド・ラモーテ・デ・グリニョン・リバス（Ricard Lamote de Grignon i Ribas、1899年9月25日 - 1965年2月5日）はスペインの作曲家。

## 経歴
バルセロナ出身。作曲家フアン・ラモーテ・デ・グリニョンの子。父から音楽の手ほどきを受けた後、バルセロナのリセウ高等音楽院に入学した。20歳のときバルセロナ交響楽団とリセウ大劇場にチェリストとして入った。1930年にジローナの交響楽団の指揮者となり、1932年にはバルセロナ市立バンドの副指揮者となった。
スペイン内戦が発生すると、父とともにバレンシアに逃れた。バレンシアで父が市立オーケストラを組織すると、副指揮者を務めた。1948年にバルセロナに戻ったが、市立バンドのポストはすでになく、作曲と教育に専念した。1957年に市立オーケストラの副指揮者となり、その死まで正指揮者で親友のエドゥアルド・トルドラと協力して仕事をした。
作品には管弦楽曲、交響詩、室内楽曲、合唱曲、ピアノ曲、そしてサルダナ（カタルーニャ地方の舞曲）などがある。